# Gröneslätt, Marks kommun
Gröneslätt är en ort i Örby socken i Marks kommun i Västergötland, söder om Kinna. SCB klassade orten som småort 1995, med namnet Brättingstorp (östra delen). Mellan 2015 och 2020 och åter 2023 avgränsade SCB här åter en småort.